# Махровка
Махровка — село в Воронежской области. Входит в Борисоглебский городской округ.

## География
Село стоит на берегу реки Баклуша, при впадении в неё реки Росстань. Расстояние до Борисоглебска по трассе составляет 37 км, а по прямой — 30 км.

## Инфраструктура
В селе работает клуб, храм в честь иконы Божией Матери «Казанская». Действовало сельхзозпредприятие (ликвидировано). Мемориал павшим во время Гражданской и Великой Отечественной войн.

### Улицы
- ул. Карла Маркса,
- ул. Ленинская,
- ул. Мира,
- ул. Октябрьская,
- ул. Парижской Коммуны,
- ул. Свободы,
- ул. Советская.

## Население
| 2010 |
| ---- |
| 541  |